# Adolfo João I do Palatinado-Kleeburg
Adolfo João I do Palatinado-Kleeburg (em alemão:  Adolf Johann I., em sueco:  Adolf Johan I; 11 de outubro de 1629 – 14 de outubro de 1689) foi um nobre alemão pertencente ao ramo Palatino da Casa de Wittelsbach. Foi conde palatino e Duque de Kleeburg de 1654 a 1689. Como neto do rei Carlos IX foi considerado Príncipe da Suécia até 1660.
Era irmão mais novo do rei Carlos X da Suécia.

## Biografia
Adolfo João nasceu no Castelo de Stegeborg (no atual município sueco de Söderköping) em 1629 sendo o filho mais novo de João Casimiro do Palatinado-Kleeburg e da princesa sueca Catarina (1584-1638). Foi-lhe atribuído o título nobiliárquico sueco de Duque de Stegeborg após o seu irmão mais velho Carlos Gustavo ter-se tornado Rei da Suécia. Nessa altura, na sua qualidade de conde palatino, ele herdou também o Ducado de Kleeburg.

## Casamento e descendência
A 19 de Junho de 1649, Adolfo João casou com a condesse sueca Elsa Béatrice Brahe af Wisingsborg (31 de agosto de 1629 – 7 de setembro de 1653) de quem teve um filho:
1. Gustavo Adolfo (Gustav Adolf) (9 de março de 1652 – 1 de agosto de 1652).

Em segundas núpcias casou com uma prima da sua primeira mulher, a condessa Elsa Elisabeth Brahe af Wisingsborg (29 de janeiro de 1632 – 24 de fevereiro de 1689), filha do conde  Nicholas Brahe af Wisingsborg de quem teve uma ampla descendência:
1. Catarina (Katharina) (10 de dezembro de 1661 – 27 de maio de 1720), casou com o conde Kristofer Gyllenstierna, sem descendência;
2. Maria Isabel (Maria Elizabeth) (16 de abril de 1663 – 23 de janeiro de 1748), sem aliança;
3. Carlos João (Karl Johannes) (15 de setembro de 1664 – 10 de dezembro de 1664);
4. João Casimiro (Johann Kasimir) (4 de setembro de 1665 – 29 de maio de 1666)
5. Adolfo João (Adolf Johann) (21 de agosto de 1666 – 27 de abril de 1701); sem aliança;
6. Gustavo Casimir (Gustav Kasimir) (29 de junho de 1667 – 21 de agosto de 1669);
7. Cristiana Madalena (Christiane Magdalena) (4 de abril de 1669 – 21 de junho de 1670);
8. Gustavo Samuel (Gustav Samuel) (12 de abril de 1670 – 17 de setembro de 1731), sem descendência;
9. criança sem nome (nasceu e morreu a 12 de dezembro de 1671).

Apesar de ser pai de 10 filhos, Adolfo João não teve netos. Caso existissem, teriam tido uma forte pretensão ao trono da Suécia logo após a linha do seu irmão, o rei Carlos X Gustavo, se ter extinguido com a rainha Ulrica Leonora. Uma vez que a descendência de Adolfo João também se extinguiu, o trono da Suécia foi reclamado pelos herdeiros da sua irmã mais velha Cristina Madalena do Palatinado-Zweibrücken.